# Liga Premier de Bielorrusia 2014
La temporada 2014 fue la vigésima cuarta temporada de la Liga Premier de Bielorrusia la máxima categoría del fútbol profesional de Bielorrusia. Comenzó el 30 de marzo y finalizó el 30 de noviembre de 2014. El torneo es organizado por la Federación de Fútbol de Bielorrusia.
El BATE Borisov obtuvo su undécimo título (noveno consecutivo) esta temporada.

## Formato
El formato de la competición se mantuvo igual que la temporada anterior. La liga se juega en dos fases. La primera fase consistió en torneo de liga a partidos de ida y vuelta entre 12 equipos. Los seis mejores equipos clasifican para la ronda de campeonato, que determinará el campeón y los participantes de las competiciones europeas 2015-16. Los seis equipos restantes juegan en el grupo de descenso, donde los cinco primeros equipos aseguran lugares en el torneo 2015, el sexto clasificado (12º en total) disputará un playoff de descenso a doble partido contra el tercer clasificado de la Pershaya Liha. 
Todos los puntos obtenidos durante la primera fase contarán para la segunda fase también. La liga se ampliará a 14 equipos para la temporada 2015 y a 16 equipos para el torneo 2016.

## Ascensos y descensos
El club Slavia Mozyr descendido la temporada anterior es reemplazado para este torneo por el campeón de la Pershaya Liha el Slutsk, equipo que debuta en la máxima categoría.
| Pos. | Descendidos de la Liga Premier 2013 |
| ---- | ----------------------------------- |
| 12.º | Slavia Mozyr                        |

| Pos. | Ascendidos de la Pershaya Liha 2013 |
| ---- | ----------------------------------- |
| 1.º  | Slutsk                              |

## Equipos participantes en 2014
| Club                | Ciudad      | Estadio          | Capacidad |
| ------------------- | ----------- | ---------------- | --------- |
| BATE Borisov        | Borisov     | Borisov Arena    | 12,900    |
| Belshina Bobruisk   | Bobruisk    | Spartak Stadium  | 3,700     |
| Dinamo Brest        | Brest       | OSK Brestskiy    | 10,162    |
| Dinamo Minsk        | Minsk       | Estadio Dinamo   | 41,500    |
| Dnepr Mogilev       | Mogilev     | Spartak Stadium  | 7,350     |
| Gomel               | Gomel       | Central Stadium  | 14,000    |
| Minsk               | Minsk       | Torpedo Stadium  | 1,500     |
| Naftan Novopolotsk  | Novopolotsk | Atlant Stadium   | 4,500     |
| Neman Grodno        | Grodno      | Neman Stadium    | 9,000     |
| Shakhtyor Soligorsk | Soligorsk   | Stroitel Stadium | 4,200     |
| Slutsk              | Slutsk      | Haradski Stadium | 2,000     |
| Torpedo Zhodino     | Zhodino     | Torpedo Stadium  | 6,500     |

## Temporada regular

### Tabla de posiciones
| Pos. | Equipo              | Pts. | PJ | G  | E | P  | GF | GC | Dif. | Clasificación 2014       |
| ---- | ------------------- | ---- | -- | -- | - | -- | -- | -- | ---- | ------------------------ |
| 1    | BATE Borisov        | 51   | 22 | 15 | 6 | 1  | 46 | 12 | +34  | Ronda por el campeonato  |
| 2    | Dinamo Minsk        | 49   | 22 | 15 | 4 | 3  | 33 | 8  | +25  | Ronda por el campeonato  |
| 3    | Naftan              | 37   | 22 | 10 | 7 | 5  | 30 | 20 | +10  | Ronda por el campeonato  |
| 4    | Gomel               | 32   | 22 | 8  | 8 | 6  | 22 | 21 | +1   | Ronda por el campeonato  |
| 5    | Shakhtyor Soligorsk | 32   | 22 | 9  | 5 | 8  | 20 | 20 | 0    | Ronda por el campeonato  |
| 6    | Torpedo Zhodino     | 31   | 22 | 8  | 7 | 7  | 21 | 20 | +1   | Ronda por el campeonato  |
| 7    | Neman Grodno        | 27   | 22 | 7  | 6 | 9  | 25 | 24 | +1   | Ronda por la permanencia |
| 8    | Minsk               | 26   | 22 | 8  | 2 | 12 | 23 | 26 | −3   | Ronda por la permanencia |
| 9    | Slutsk              | 25   | 22 | 7  | 4 | 11 | 15 | 26 | −11  | Ronda por la permanencia |
| 10   | Dinamo Brest        | 22   | 22 | 6  | 4 | 12 | 23 | 52 | −29  | Ronda por la permanencia |
| 11   | Belshyna            | 18   | 22 | 4  | 6 | 12 | 28 | 38 | −10  | Ronda por la permanencia |
| 12   | Dnepr Mogilev       | 12   | 22 | 1  | 9 | 12 | 11 | 29 | −18  | Ronda por la permanencia |

Actualizado a los partidos jugados el 31 de agosto de 2014.
 Fuente: football.by, Soccerway

### Resultados cruzados
| Local \ Visitante   | BAT | BEL | DBR | DMI | DNE | GOM | MIN | NAF | NEM | SHA | SLU | TOR |
| ------------------- | --- | --- | --- | --- | --- | --- | --- | --- | --- | --- | --- | --- |
| BATE Borisov        | —   | 5–2 | 4–0 | 0–0 | 3–0 | 0–0 | 1–0 | 3–1 | 0–0 | 0–0 | 3–0 | 1–1 |
| Belshyna            | 1–2 | —   | 7–0 | 0–1 | 0–0 | 1–2 | 0–3 | 1–1 | 3–4 | 2–1 | 1–2 | 0–1 |
| Dinamo Brest        | 0–4 | 2–2 | —   | 2–1 | 0–2 | 2–0 | 2–3 | 0–7 | 1–2 | 0–0 | 2–1 | 2–1 |
| Dinamo Minsk        | 0–2 | 4–1 | 3–1 | —   | 3–0 | 1–0 | 2–0 | 2–1 | 1–0 | 3–0 | 3–0 | 0–0 |
| Dnepr Mogilev       | 0–1 | 0–0 | 0–1 | 0–1 | —   | 1–1 | 1–1 | 0–2 | 2–3 | 0–1 | 0–2 | 2–2 |
| Gomel               | 0–3 | 3–1 | 6–3 | 0–2 | 0–0 | —   | 1–0 | 2–2 | 0–2 | 1–0 | 1–0 | 0–0 |
| Minsk               | 1–4 | 0–1 | 2–0 | 0–2 | 1–0 | 1–2 | —   | 0–1 | 1–1 | 3–0 | 1–0 | 0–2 |
| Naftan              | 1–1 | 3–1 | 1–1 | 0–2 | 0–0 | 1–0 | 0–4 | —   | 2–0 | 1–1 | 1–0 | 2–0 |
| Neman Grodno        | 1–2 | 1–1 | 1–1 | 0–2 | 4–1 | 1–1 | 0–1 | 0–2 | —   | 3–0 | 0–1 | 0–0 |
| Shakhtyor Soligorsk | 2–0 | 1–2 | 2–3 | 0–0 | 0–0 | 0–1 | 3–1 | 2–0 | 1–0 | —   | 2–0 | 2–0 |
| Slutsk              | 1–3 | 1–0 | 1–0 | 0–0 | 1–1 | 0–0 | 2–0 | 0–0 | 0–2 | 0–1 | —   | 2–1 |
| Torpedo Zhodino     | 1–4 | 1–1 | 2–0 | 1–0 | 2–1 | 0–0 | 1–0 | 0–1 | 1–0 | 0–1 | 4–1 | —   |

## Grupo Campeonato

### Tabla de posiciones
| Pos. | Equipo              | Pts. | PJ | G  | E  | P  | GF | GC | Dif. | Clasificación 2015–16                 |
| ---- | ------------------- | ---- | -- | -- | -- | -- | -- | -- | ---- | ------------------------------------- |
| 1    | BATE Borisov (C)    | 71   | 32 | 20 | 11 | 1  | 68 | 21 | +47  | Segunda ronda de la Liga de Campeones |
| 2    | Dinamo Minsk        | 61   | 32 | 18 | 7  | 7  | 44 | 21 | +23  | Segunda ronda de la Liga Europa       |
| 3    | Shakhtyor Soligorsk | 50   | 32 | 14 | 8  | 10 | 35 | 28 | +7   | Primera ronda de la Liga Europa       |
| 4    | Torpedo Zhodino     | 50   | 32 | 13 | 11 | 8  | 38 | 30 | +8   | Primera ronda de la Liga Europa       |
| 5    | Naftan              | 43   | 32 | 11 | 10 | 11 | 40 | 43 | −3   |                                       |
| 6    | Gomel               | 38   | 32 | 10 | 8  | 14 | 29 | 41 | −12  |                                       |

Actualizado a los partidos jugados el 30 de noviembre de 2014.
 Fuente: football.by, Soccerway

### Resultados cruzados
| Local \ Visitante   | BAT | DMI | GOM | NAF | SHA | TOR |
| ------------------- | --- | --- | --- | --- | --- | --- |
| BATE Borisov        | —   | 0–0 | 4–0 | 4–0 | 1–1 | 1–1 |
| Dinamo Minsk        | 1–2 | —   | 0–2 | 2–0 | 1–4 | 1–1 |
| Gomel               | 1–2 | 0–2 | —   | 3–0 | 0–1 | 0–1 |
| Naftan              | 2–2 | 1–1 | 5–1 | —   | 0–0 | 1–5 |
| Shakhtyor Soligorsk | 1–4 | 1–2 | 3–0 | 2–0 | —   | 0–0 |
| Torpedo Zhodino     | 2–2 | 2–1 | 2–1 | 3–1 | 0–2 | —   |

## Grupo Descenso

### Tabla de posiciones
| Pos. | Equipo        | Pts. | PJ | G  | E  | P  | GF | GC | Dif. | Clasificación 2014           |
| ---- | ------------- | ---- | -- | -- | -- | -- | -- | -- | ---- | ---------------------------- |
| 1    | Minsk         | 52   | 32 | 16 | 4  | 12 | 45 | 36 | +9   |                              |
| 2    | Neman Grodno  | 42   | 32 | 11 | 9  | 12 | 41 | 36 | +5   |                              |
| 3    | Slutsk        | 40   | 32 | 11 | 7  | 14 | 26 | 34 | −8   |                              |
| 4    | Belshyna      | 32   | 32 | 8  | 8  | 16 | 42 | 56 | −14  |                              |
| 5    | Dinamo Brest  | 26   | 32 | 7  | 5  | 20 | 29 | 68 | −39  |                              |
| 6    | Dnepr Mogilev | 20   | 32 | 2  | 14 | 16 | 19 | 42 | −23  | Promoción por la permanencia |

Actualizado a los partidos jugados el 29 de noviembre de 2014.
 Fuente: football.by, Soccerway

### Resultados cruzados
| Local \ Visitante | BEL | DBR | DNE | MIN | NAF | SLU |
| ----------------- | --- | --- | --- | --- | --- | --- |
| Belshyna          | —   | 2–1 | 1–1 | 1–2 | 1–3 | 2–1 |
| Dinamo Brest      | 0–1 | —   | 1–1 | 1–2 | 0–1 | 0–2 |
| Dnepr Mogilev     | 1–2 | 1–0 | —   | 0–2 | 1–1 | 1–1 |
| Minsk             | 1–1 | 5–2 | 2–1 | —   | 2–1 | 0–0 |
| Naftan            | 5–2 | 0–1 | 1–1 | 2–4 | —   | 2–0 |
| Slavia Mozyr      | 3–1 | 1–0 | 2–0 | 1–2 | 0–0 | —   |

## Play-offs de relegación
Fue disputado entre el décimo clasificado de la liga contra el subcampeón de la Segunda División de Bielorrusia.
| Equipo 1 | Agr. | Equipo 2      | Ida | Vuelta |
| -------- | ---- | ------------- | --- | ------ |
| Vitebsk  | 3–1  | Dnepr Mogilev | 3–1 | 0–0    |

## Goleadores
| Posc. | Jugador            | Club                | Goles |
| ----- | ------------------ | ------------------- | ----- |
| 1     | Mikalay Yanush     | Shakhtyor Soligorsk | 15    |
| 2     | Alyaksandr Makas   | Minsk               | 14    |
| 3     | Mikhail Gordeichuk | BATE Borisov        | 12    |
| 3     | Yahor Zubovich     | Neman Grodno        | 12    |
| 5     | Vitali Rodionov    | BATE Borisov        | 11    |
| 5     | Pavel Savitski     | Neman Grodno        | 11    |
| 7     | Sergey Krivets     | BATE Borisov        | 10    |
| 7     | Dmitri Khlebosolov | Belshina Bobruisk   | 10    |
| 8     | Mikalay Signevich  | BATE Borisov        | 9     |
| 8     | Vadzim Dzemidovich | Naftan Novopolotsk  | 9     |

Actualizado al 30 de noviembre de 2014
 Fuente: football.by Archivado el 9 de julio de 2017 en Wayback Machine.